# Список авіаторок

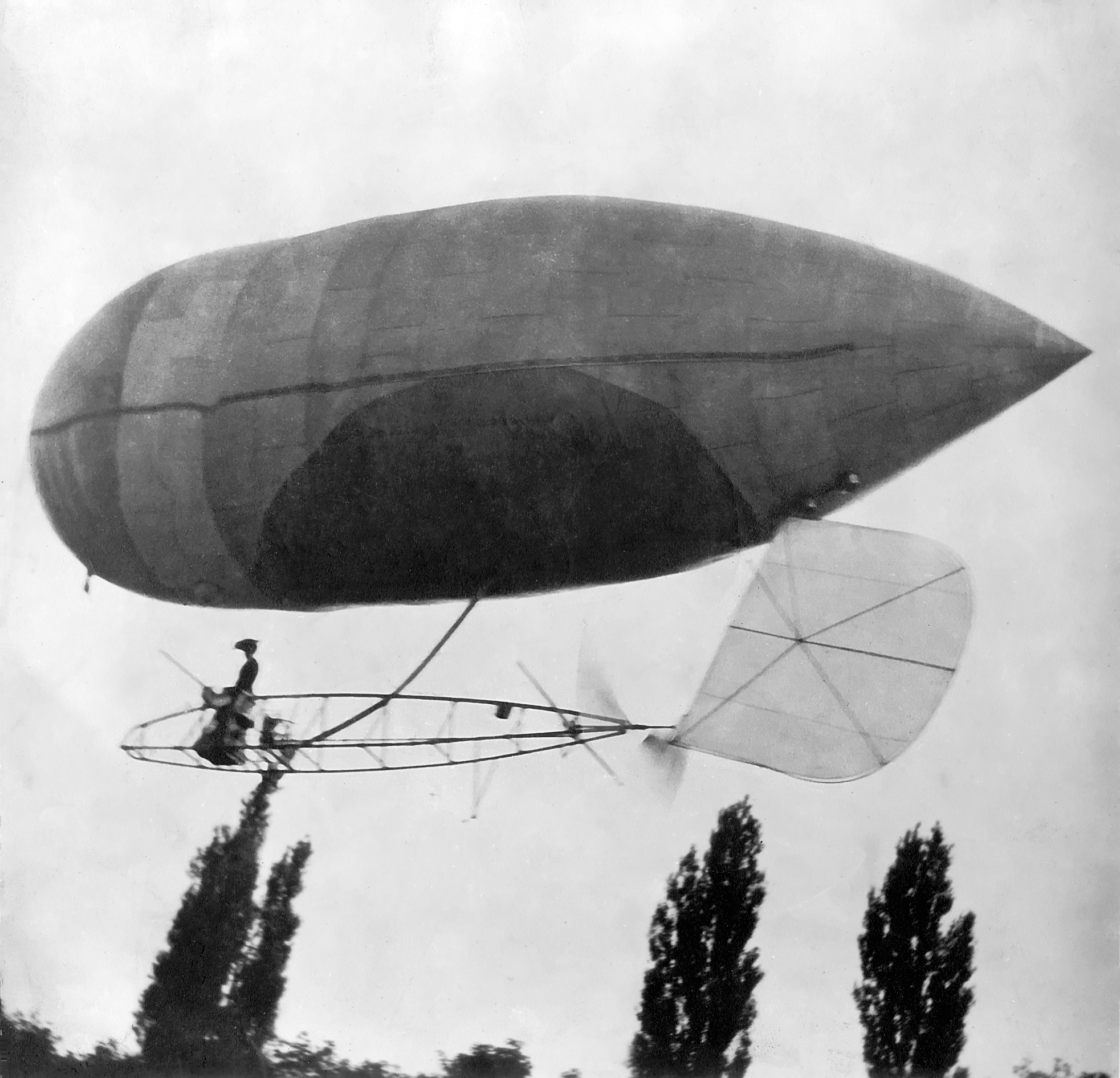
Аїда де Акоста пілотує дирижабль Baladeuse у 1903 — перша жінка-льотчиця

Це список відомих авіаторок — жінок, які зіграли провідну роль у галузі авіації, конструкторок, дизайнерок, льотчиць і спонсорок.

Частина з них входять у список дослідниць та мандрівниць. Список космонавток винесений окремо. 

## Особи

### А
- Аїда де Акоста (1884—1962), перша жінка, яка здійснила самостійний політ на літаку[1].
- Маргарет Адамс[en], австралійська авіаторка; Перша очільниця Австралійського жіночого клубу авіаторів у 1938 році.
- Леман Бозкурт Алтинчекич, перша жінка-військова льотчиця (1958) у Туреччині та НАТО.
- Міккі Акстон[en] (1919—2010), одна з перших трьох льотчиць WASP, які пройшли навчання як льотчиці-випробувачки; перша жінка, що літала на В-29.
- Принцеса Анна Левенштайн-Вертгайм-Фройденберг[en], друга жінка, яка намагалася здійснити переліт через Атлантику.
- Габі Ангеліні[en] (нар. 1911), перша італійка, яка завершила транс-європейський рейс.
- Кімберлі Анядайк[en] (нар. 1994), наймолодша афроамериканка, яка здійснила трансконтинентальний політ.
- Тамар Аріель[en] (пом. 2014), перша в Ізраїлі льотчиця-ортодоксальна юдейка (серед обох статей).
- Жаклін Ауріоль[en] (1917—2000), француженка, льотчиця-випробувачка, яка конкурувала з Жаклін Кокрейн у побитті рекордів швидкості[2].
- Аслі Хасан Абаде[en], сомалійська льотчиця, військова і громадська діячка.

### Б

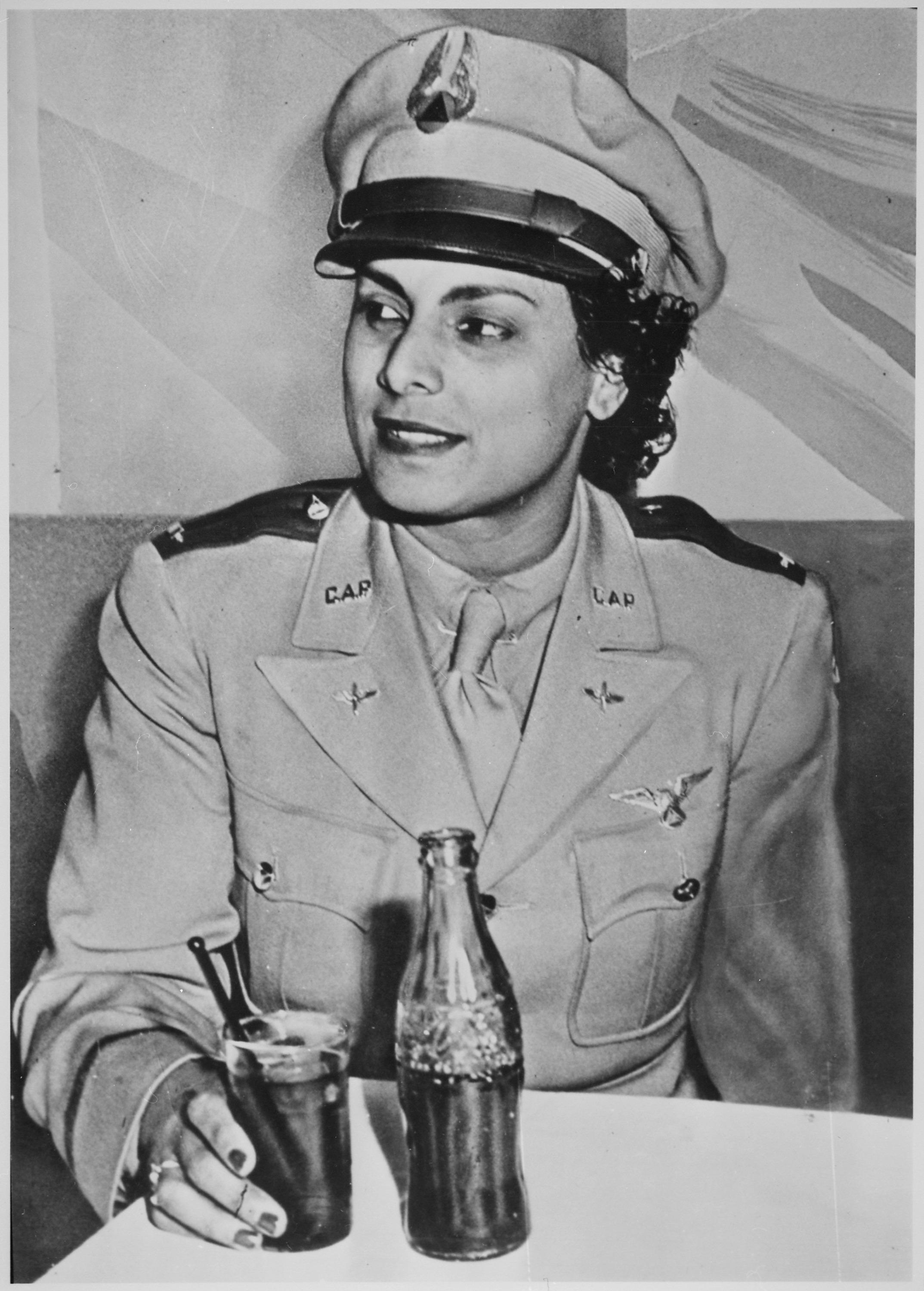
Вілла Браун, перша афроамериканська жінка, яка отримала лейтенантську посаду у цивільному повітряному патрулі США

- Еллі Байнгорн (1907—2007), німецька ентузіастка, яка здійснювала далекі рейси всіма континентами[3].
- Панчо Барнс[en] (1901—1975), засновниця Жіночого повітряного резерву, Асоціації кінопілотів, відома як «мати ВПС»[4][5]. Онука повітроплава Тадеуса Лоу[en];
- Марія Барр[en] (1925—2010), перша льотчиця, яка приєдналася до Лісової служби США і стала національною співробітницею з авіаційної безпеки[6].
- Джин Баттен (1909—1982) здійснила перший сольний політ із Сполученого Королівства до Нової Зеландії у 1930-х роках.
- Енн Баумгартнер[en] (1918—2008), льотчиця-випробувачка; перша американка, що літала на реактивних літаках ВПС США (реактивний винищувач Bell YP-59A).
- Дагні Бергер[en] (1903—1950), перша жінка-авіаторка Норвегії.
- Беверлі Бернс[en] (нар. 1949), американська льотчиця, можливо, перша жінка-капітан Джамбо Джет (див. Лінн Ріппельмайєр) [7]
- Сюзана Феррарі Білінгарст[en] (1914—1999), аргентинська льотчиця; перша жінка в Південній Америці, яка отримала ліцензію комерційного пілота у 1937 році.
- Віра Білик (1921—1944), українська льотчиця, штурман авіаційної ланки, завдавала бомбових ударів по військових об'єктах і скупченнях ворога у Східній Прусії, здійснила 813 нічних вильотів, Героїня Радянського Союзу.
- Амелі Біз[en] (1886—1925), перша жінка-льотчиця у Німеччині[8].
- Ліліан Бланд[en] (1878—1971), перша жінка-льотчиця в Ірландії, збудувала власний літак[9].
- Ліне Бонде[en] (нар. 1979), перша датчанка, яка стала льотчицею-винищувачкою у 2006 році.
- Міллісент Брайн[en] (1878—1927), перша жінка, яка отримала ліцензію в Австралії.
- Ана Брангер[en] (нар. до 1920), одна з перших у венесуельській авіації.
- Джилл Е. Браун[en] (нар 1950), перша афроамериканська жінка-льотчиця у великому американському перевізнику.
- Вілла Браун[en] (1906—1992), перша чорна жінка, яка має комерційну та приватну ліцензію в США; перша чорна жінка, що стала офіцером цивільного повітряного патруля[10].
- Місіс Віктор Брюс[en] (1895—1990), уроджена Мілдред Мері; перша жінка, що здійснила навколосвітній одиночний політ, і перша, яка була притягнута до відповідальності за перевищення швидкості[11][12].

### В

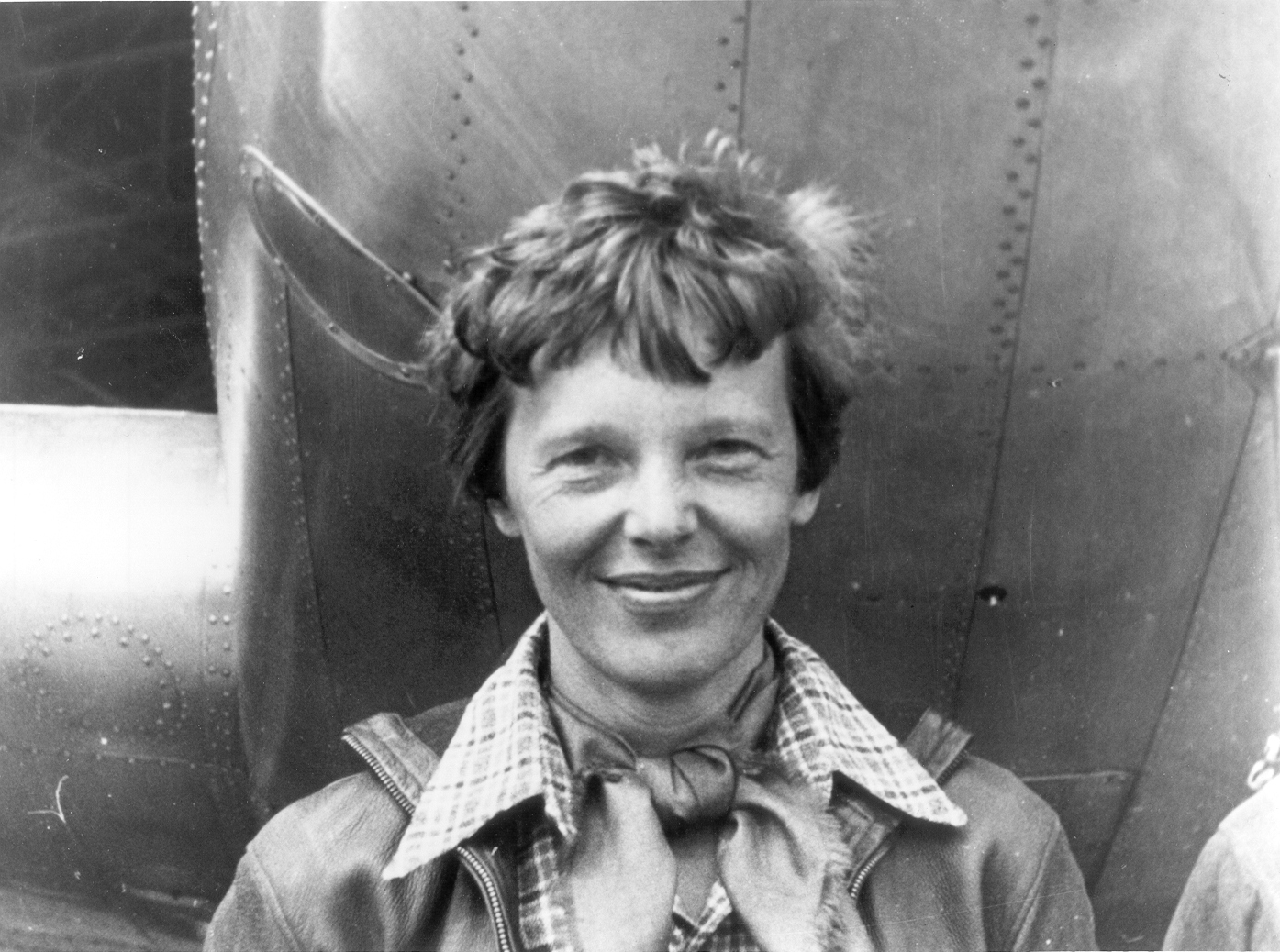
Амелія Ергарт стоїть під носом своєї Lockheed Model 10-E Electra

- Патті Вагстафф[en], перша жінка, яка виграла чемпіонат США з пілотажу[13].
- Една Гарднер Вайт[en], навчала багатьох військових льотчиків у Другій світовій війні; перша жінка-член Даедальського братства[14][15].
- Чжен Ван[en] (Julie Wang, Wang Zheng, 争), перша азійська жінка і перша китайська людина, яка облетіла Землю на літаку[16][17][18].
- Поллі Вачер[en], здійснила навколосвітній переліт на рекордно малому літаку[19].
- Фей Гілліс Веллс[en], член-засновниця Дев'яносто дев'яти і його перша секретарка; [20] одна з перших жінок-учасниць[21].
- Бенедетта Вілліс[en], одна з перших 5 жінок, що отримали крила RAF, у 1950-х роках.
- Ненсі Берд Волтон[en], піонерка австралійської авіації, заснувала Асоціацію льотчиць Австралії.
- Емілі Говелл Ворнер[en], перша жінка-капітан рейсової авіакомпанії США.
- Долорс В'ювес Родон[en] (1909—2007), піонерка каталанської авіації.

### Г

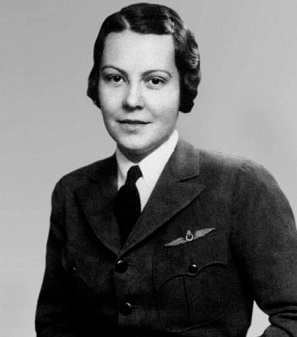
Сабіха Гьокчен, перша турецька жінка-авіаторка

- Мелісса Гані[en] (нар. 1981), перша інуїтка-льотчиця, що отримала капітанське звання[22].
- Ельзе Гаук[en] (1889—1973), перша швейцарка, яка отримала ліцензію на пілотування, у травні 1914 року.
- Сабіха Гьокчен, перша жінка — бойова льотчиця Туреччини[23].
- Джулі Енн Гібсон[en], перша жінка-льотчиця у Королівських ВПС.
- Патриція Грем[en] (р. 2016), австралійська авіаторка, член-засновниця Австралійської асоціації льотчиць у 1950 році.
- Валентина Гризодубова, радянська льотчиця, учасниця рекордного перельоту з Москви на Далекий Схід у 1938 році, учасниця німецько-радянської війни, перша жінка, удостоєна звання Героїні Радянського Союзу[24].
- Мері Гіт, перша жінка, яка здійснила одиночний переліт через Африку від Кейптауна до Каїра[25].
- Гілда Г'юлетт[en], перша жінка, яка отримала британську пілотську ліцнзію і відкрила першу льотну школу[26].

### Д
- Сьюзен Дарсі[en] (нар 1956), перша жінка — льотчиця-випробувачка Boeing.
- Вера Стродл Даулінг[en] (1918—2015), данська льотчиця-випробувачка у Другій світовій війні, пізніше льотчиця-інструкторка в Альберті, Канада.
- Мері Гудріч Дженсон[en], перша жінка, що здійснила одиночний переліт на Кубу; перша жінка, яка отримала ліцензію в Коннектикуті[27].
- Меггі Джі[en], американська авіаторка, яка служила у WASP у Другій світовій війні.
- Бетті Джілліс[en], піонерка американської авіації;
- Емі Джонсон, перша жінка, яка здійснила одиночний переліт з Англії до Австралії[28].
- Галина Джунковська (1922—1985), штурман ескадрильї під час Німецько-радянської війни, Героїня Радянського Союзу[29].
- Маріана Дреджеску (1912—2013), румунська військова льотчиця у Другій світовій війні.
- Джессіка Дуброфф (1988—1996), наймолодша дівчинка-авіаторка.
- Марго Дюк[en], аристократка, яка однією з перших жінок у Великій Британії отримала ліцензію на пілотування[30].
- Елен Дютрійо[en], перша жінка-льотчиця у Бельгії та у пасажирських перевезеннях; викликала сенсацію, почавши літали без корсета[31].

### Е
- Рут Елдер, льотчиця і акторка, відома як «Міс Америка Авіації»[32].
- Мері Елліс[en] (1917—2018), остання померла британська льотчиця Другої світової війни.
- Джейн Ервеу[en] (1885—1955), піонерка французької авіації; отримала ліцензію 7 грудня 1910 року.
- Амелія Ергарт (1897—1937), перша жінка, яка здійснила одиночний переліт через Атлантику[33], ораторка, письменниця, журналістка та популяризаторка авіації.
- Амелія Роуз Ерхарт[en] (нар. 1983), репортерка і льотчиця.
- Лофтія Елнаді[en] (1907—2002), перша жінка Єгипту, яка отримала ліцензію на пілотування (1933 року).

### Є
- Жанна Єгер[en], льотчиця першого безперервного польоту по світу без заправки[34].

### З
- Звєрєва Лідія Віссаріонівна (1890—1916), перша жінка в Російській імперії, яка отримала ліцензію на пілотування.
- Катерина Зеленко (1916—1941), єдина жінка серед пілотського складу радянсько-фінляндської війни 1939—1940 років, Героїня Радянського Союзу.

### І
- Патриція Япп Сю Інь[en], військова льотчиця Малайзії; перша азійська жінка, що літала на МіГ-29.

### К

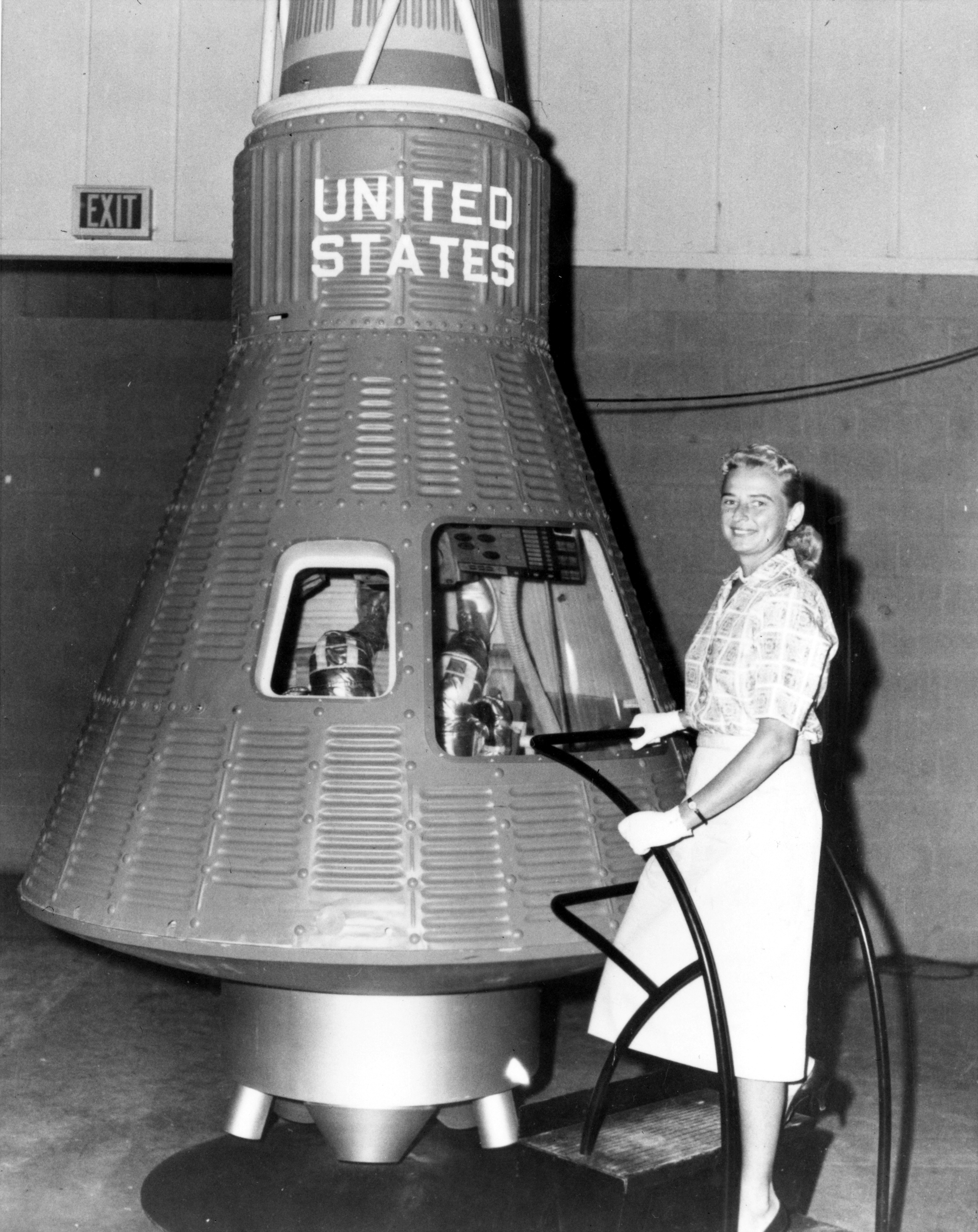
Джеральдіна Кобб поруч з капсулою космічної програми «Меркурій 13»

- Марія Калканьйо[en] (1906—1992), перша венесуельська жінка, яка отримала ліцензію.
- Мей Кейсі[en], перша голова Австралійської асоціації льотчиць[35].
- Елві Калеп[en], перша жінка-льотчиця Естонії.
- Шона Рошель Кімбрелл[en], перша жінка-афроамериканка — льотчиця-винищувачув у ВПС США.
- Гарріет Кімбі[en] (1875—1912), перша жінка, яка отримала ліцензію американського пілота і пролетіла через Ла-Манш[36].
- Джеральдіна Кобб, перша жінка, яка брала участь у Паризькому авіашоу і пройшла випробування як астронавтка[37][38].
- Жаклін Кокран (1906—1980), перша жінка, що літала з надзвуковою швидкістю[39].
- Бессі Коулман, перша афроамериканська жінка-льотчиця, отримала ліцензію у Франції 1921 року[40].
- Айлін Марі Коллінз, колишня льотчиця-випробувачка і космонавтка НАСА; перша жінка, що командувала космічним човником.
- Джессіка Кокс[en], перша у світі людина без рук, яка отримала ліцензію на пілотування.
- Мері Роулінсон Крейсон[en], перша жінка-льотчиця, що працювала в уряді Мічигану[41].
- Леттісі Кертіс[en], льотчиця допоміжного повітряного транспорту; перша жінка, що літала на чотиримоторному бомбардувальнику[42].
- Опал Кунц[en], член-засновниця і перша очіотниця організації льотчиць «Дев'яносто дев'ять»; член-засновниця і перша очільниця повітряного корпусу Бетсі Росс; як інструкторка у програмі навчання цивільних пілотів, підготувала понад 400 курсантів у повітряному корпусі під час Другої світової війни.

### Л

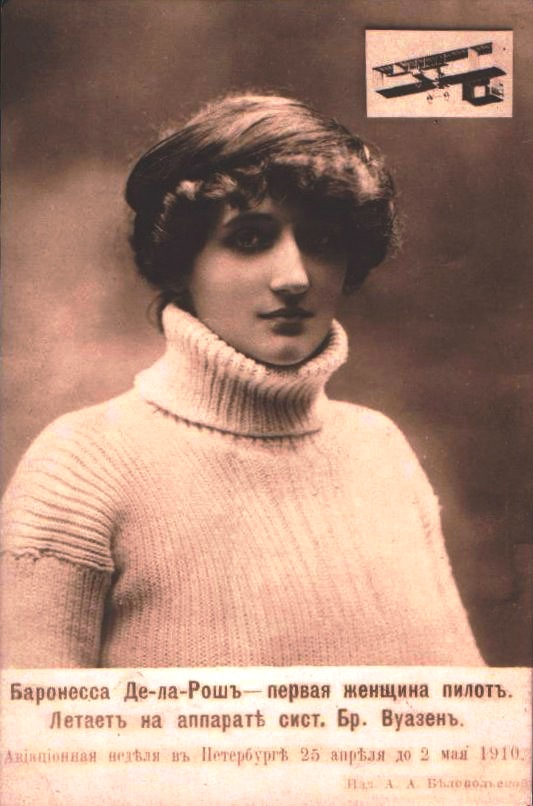
Баронеса де Ларош

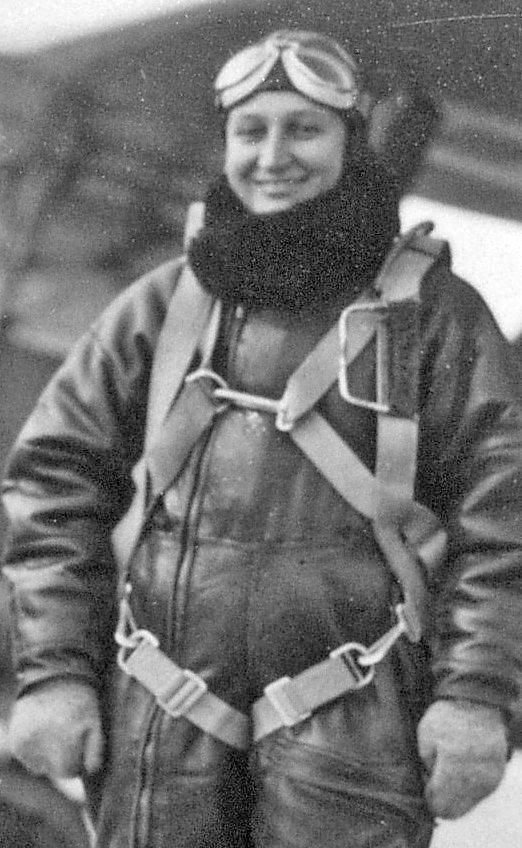
Яніна Левандовська, польська планеристка

- Раймонда де Ларош, перша жінка в світі, яка отримала ліцензію на пілотування[43].
- Яніна Левандовська (1908—1940), польська планеристка і льотчиця-любителька, єдина жінка-жертва Катинського розстрілу.
- Рут Лов[en] (1887—1970), піонерка американської авіації.
- Констанс Літарт[en], перша британська жінка за межами Лондона, що отримала ліцензію на пілотування[44].
- Газель Їнг Лі[en], китайсько-американська льотчиця під час Другої світової війни.
- Лідія Літвяк, льотчиця-ас; перша жінка, яка збила літак[45].
- Лариса Литвинова, за роки війни здійснила 816 бойових вильотів на переобладнаному в бомбардувальник біплані По-2.
- Іла Лотшер[en], піонерка авіації.
- Роуз Лок[en], перша жінка-китайсько-американська льотчиця в Новій Англії.

### М
- Елсі Макгілл[en], перша жінка-авіаконструкторка у світі, відома як «Королева ураганів».
- Беріл Маркем, перша жінка, яка здійснила переліт через Атлантику, з Англії до Північної Америки[46].
- Марі Марвінгт[en], перша жінка, яка літала з Європи до Англії через Північне море на повітряній кулі[47].
- Ангела Массон[en], перша жінка, яка отримала право літати на Джамбо-Джет[48].
- Луїза Єлена Контрерас Маттера[en] (1922—2006), перша жінка, якій було видано ліцензію пілота у Венесуелі, 1943 р.
- Наталія Меклін (1922— 2005), українська льотчиця, Героїня Радянського Союзу[49].
- Памела Мелрой, колишня космонавтка НАСА, пілотувала на місіях Спейс Шаттл.
- Бетті Міллер[en], перша жінка, яка здійснила переліт через Тихий океан[50].
- Віолета Мілстед[en], канадська льотчиця допоміжного повітряного транспорту під час Другої світової війни і перша жінка-льотчиця у буші.
- Джеррі Мок[en], перша жінка, яка здійснила одиночний навколосвітній переліт[51].
- Дженніфер Мюррей[en], перша жінка, яка здійснила одиночний навколосвітній переліт на вертольоті[52][53].
- Сіза Мзімела[en], засновниця південноафриканської авіакомпанії.

### Н
- Ляля Насуханова[en] (1939—2000), перша чеченська жінка-льотчиця; намагалась вступити до космонавтського корпусу, але їй відмовили через етнічну приналежність.
- Каріна Негроне[en] (1911—1991), італійська авіаторка; досягла рекордних 12 043 метрів на пропелерному літаку.
- Рут Ніколс[en] (1901—1960), встановила багато авіаційних рекордів і започаткувала першу службу швидкої авіаційної допомоги у США[54].
- Марте Ніль[en] (1878—1928), французька авіаторка; друга жінка в світі, яка отримала ліцензію на пілотування.
- Євдокія Носаль (1918—1943), українська льотчиця, Героїня Радянського Союзу (1943 — посмертно)[55].

### O
- Рут Лоу Олівер[en], перша жінка-льотчиця, що носила військову форму, і перша, яка доставила повітряну пошту на Філіппіни[56].
- Фібі Омлі, перша жінка, яка отримала ліцензію механіка літака; перша жінка-ліцензована транспортна льотчиця.

### П
- Сюзанна Паріш[en], співзасновниця Музею історії авіації Каламазу.
- Інгрід Педерсен[en], перша жінка, яка летіла над Північним полюсом[57].
- Тереза Пельтьє (1873—1926), французька авіаторка; перша жінка, яка пілотувала у 1908 році в Турині літальний апарат, важчий за повітря.

### Р
- Керрол Рабаді[en], капітанка першого жіночого льотного екіпажу в Йорданському Королівстві.
- Бессі Райш[en], одна з перших жінок, що здійснювали одиночні перельоти у США (див. Бланш Скотт)[58].
- Моллі Рейлі[en], перша канадська жінка-льотчиця, яка досягла капітанського звання, і перша жінка, яка професійно літала в Арктиці.
- Ганна Райч, німецька льотчиця-планеристка, побила багато рекордів і була льотчицею-випробувачкою під час Другої світової війни.
- Ола Мілдред Рексроат[en], чистокровна індіанка, яка служила у WASP.
- Маргарет Рінгенберг[en], почала як WASP, а потім виграла сотні гоночних трофеїв[59].
- Лінн Ріппельмейер[en], одна з перших жінок, яка була капітаном «Джамбо Джет» (див. Беверлі Бернс)[7].
- Ада Рогато[en] (1920—1986), бразильська авіаторка, побила багато рекордів.
- Молі Роуз[en], одна з небагатьох живих жінок, що пілотували допоміжноий повітряний транспорт, які літали під час Другої світової війни[60].
- Надя Руссо (1901—1988), піонерка румунської авіації.

### С

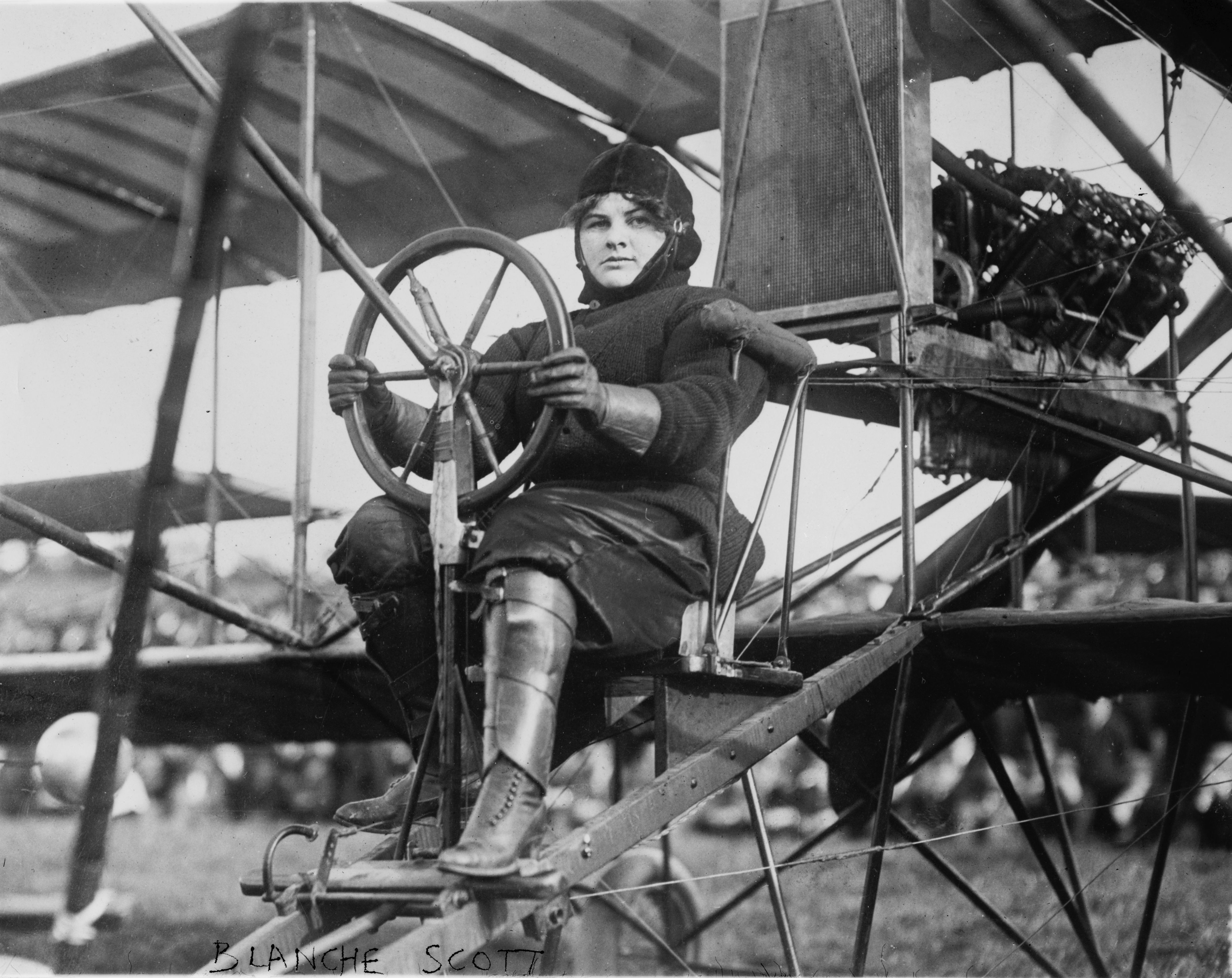
Бланш Скотт, «Tomboy of the Air»

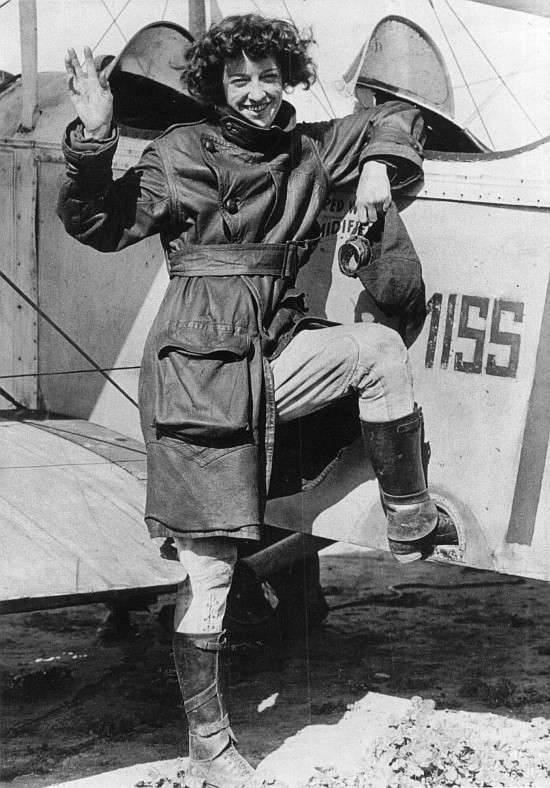
Нета Снук, яка навчила Амелію Ергарт літати

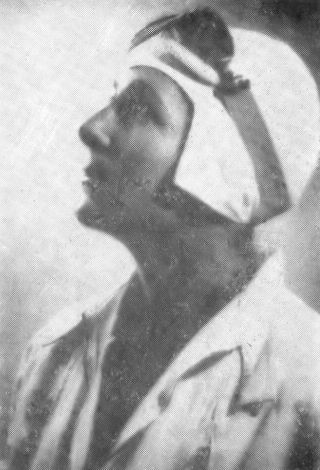
Марина Штирбей, румунська льотчиця

- Надія Савченко (нар. 1981), українська вертолітниця, Героїня України.
- Ніколя Скайф[en], австралійська повітроплавальниця на повітряних кулях; переможниця чемпіонату FAI серед жінок у 2014 та 2016 роках.
- Бланш Скотт (1885—1970), можливо, перша американська жінка, яка літала соло (див. Бессі Райч, Bessie Raiche)[61].
- Шейла Скотт[en], перша людина, що пролетіла над Північним полюсом на легкому літаку[62].
- Бетті Скелтон[en], найшвидша жінка на Землі[63].
- Елінор Сміт[en] (1911—2010), «Літаючий флеппер Фріпорта», у віці 16 років була наймолодшою з ліцензованих пілотів у світі[64][65].
- Ела Перл Картер Скотт[en] (1915—2005), наймолодша з пілотів США, здійснила перший одиночний політ у 13 років (12 вересня 1929 року).[66]
- Іда Ван Сміт[en], вихователька, перша жінка-афроамериканка у International Forest of Friendship[en][67].
- Нета Снук[en], перша жінка, яка керувала авіаційним бізнесом; навчила Амелію Ерхарт літати[68][69].
- Вініфред Спунер[en] (1900—1933), британська авіаторка; найвидатніша жінка-авіаторка 1929 року.
- Кетрін Стінсон[en], «Літаюча школярка», перша жінка, що виконала мертву петлю; сестра Марджорі Стінсон[70].
- Марджорі Стінсон[en], американська льотчиця і іавіанструкторка, перша жінка, що пілотувала авіалайнер у США; сестра Кетрін Стінсон[71].

### Т
- Луїза Таден[en], переможниця першого порохового дербі[72].
- Пенні Томпсон[en], американська авіаторка, промоутерка жіночих міжконтинентальних авіашоу, авіаційна видавниця.
- Бонні Тібурзі[en], перша жінка-льотчиця у American Airlines, і перша жінка — льотчиця великої американської комерційної авіакомпанії.
- Боббі Траут (1906—2003), встановила рекорд на витривалість і стала першою жінкою, що літала всю ніч[73][74].

### Ф
- Валлі Фанк, одна австронавтської з групи Меркурій 13; перша жінка-слідча з безпеки польотів у FAA[75].
- Росіна Ферраріо[en] (1888—1957), перша італійка, яка отримала ліцензію на пілотування, у січні 1913 року.
- Амалія Селія Фігуередо[en] (1895—1985), аргентинська авіаторка; Перша жінка в Аргентині, і, можливо, в Латинській Америці, що отримала ліцензію на пілотування у 1914 році.
- Кетлін Фокс[en] (нар 1951), канадська інструкторка польоту, диспетчерка повітряного руху та керівниця бізнесу.
- Корнелія Форт (Cornelia Fort; 1919—1943), пілот WASP, перша жінка-льотчиця в американській історії, що загинула на дійсній військовій службі.
- Матильда Франк[en] (1866—1956), одна з перших у французькій авіації; почала літати у 1910 році.

### Х
- Тадасі Хіодо[en] (1899—1980), перша жінка, яка отримала пілотську ліцензію в Японії, у березні 1922 року.

### Ч
- Перл Ласка Чемберлен[en], перша жінка, що самостійно посадила одномоторний літак на шосе Аляски.
- Кетрін Ченг[en], перша китайсько-американська жінка, яка отримала пілотську ліцензію[76].

### Ш
- Мелітта Шенк фон Штауффенберг, авіаційна інженер, була льотчицею-випробувачкою Люфтваффе під час Другої світової війни[77].
- Таммі Джо Шалтс[en] (нар. бл. 1962), одна з перших льотчиць-винищувачок ВМС США, капітан Southwest Airlines Flight 1380.
- Марина Штирбей[en] (1912—2001), румунська авіаторка, яка заснувала жіночу білу ескадру у Другій світовій війні.
- Антоні Штрасман[en] (1901—1952), німецька авіаторка (емігрувала до США у 1932 р.), яка 1932 року вилетіла із Німеччини у Пернамбуку, Бразилія. Виконувала пілотажні польоти, у тому числі на національних повітряних перегонах 1930 року в Чикаго.[78]

### Я
- Гідскен Якобсен[en], норвезька піонерка авіації.

## Організації
- Допоміжне обладнання для повітряного транспорту[en] (ATA)
- Повітряний корпус Бетсі Росс[en]
- Нічні відьми
- Дев'яносто дев'ять[79]
- Жіноча служба пілотів Військово-повітряних сил США (WASP)
- Жінки в авіації (міжнародні)[en]
- Жіночие повітряне дербі[en]
- Жіночий допоміжний військово-повітряний корпус
- Жіночий літаючий загін[en]
- Жіночі королівські військово-повітряні сили Великої Британії

### Цитати
1. ↑  Ashcroft, Bruce (2006), Latinas in the United States: a historical encyclopedia, Indiana University Press, с. 188—189, ISBN 0-253-34681-9
2. ↑  Douglas Martin (17 лютого 2000), Jacqueline Auriol, Top French Test Pilot, 82, New York Times, архів оригіналу за 30 жовтня 2021, процитовано 24 березня 2019
3. ↑  Ruffin, 2011, с. 84.
4. ↑  Randal Fulkerson (2003), Barnes, Florence "Pancho" Lowe, Encyclopedia of Women in the American West, SAGE Publications: 26—27, ISBN 9781452265261
5. ↑  Gibson, 2013, с. 136-141.
6. ↑  Morgan, Woody (6 лютого 2001). Aviation hall of fame induction next for Barr. Lassen County Times. Архів оригіналу за 12 березня 2016. Процитовано 12 березня 2016. [Архівовано 2016-03-12 у Wayback Machine.]
7. 1 2  Gibson, 2013, с. 145.
8. ↑  Lebow, 2003, с. 98.
9. ↑  Lebow, 2003, с. 203-214.
10. ↑  Gibson, 2013, с. 90-96.
11. ↑  John Bullock (2002), The Remarkable Mrs Victor Bruce, Fast Women, с. 43, ISBN 9781861054883
12. ↑  Elizabeth S. Bell (1994), Sisters of the Wind: Voices of Early Women Aviators, с. 78, ISBN 9780962387944
13. ↑  Gibson, 2013, с. 155-160.
14. ↑  Edna Gardner Whyte, Aviator, 89, New York Times, 20 лютого 1992, архів оригіналу за 30 жовтня 2021, процитовано 24 березня 2019
15. ↑  Gibson, 2013, с. 72-78.
16. ↑  Chinese pilot completes solo around-the-world flight. www.aopa.org. 21 вересня 2016. Архів оригіналу за 31 липня 2017. Процитовано 1 грудня 2016.
17. ↑  index.php. earthrounders.org. Архів оригіналу за 2 грудня 2016. Процитовано 1 грудня 2016.
18. ↑  AOPA China Honors Julie Wang (Wang Zheng), First Chinese Person to Fly Solo Around-the-World, at AirShow China 2016. Yahoo7 Finance Australia. Архів оригіналу за 2 грудня 2016. Процитовано 1 грудня 2016. [Архівовано 2016-12-02 у Wayback Machine.]
19. ↑  Elizabeth Purdy (2011), Women in Aviation, Encyclopedia of Women in Today's World, SAGE, vol. 1: 115, ISBN 9781412976855 {{citation}}: |volume= має зайвий текст (довідка)
20. ↑  Gibson, 2013, с. 179-185.
21. ↑  Douglas Martin (9 грудня 2002), Fay Gillis Wells, 94, Aviator and Journalist, New York Times, архів оригіналу за 30 березня 2019, процитовано 24 березня 2019
22. ↑  Pilot becomes first female Inuk captain for Air Inuit. CBC News (англ.). Архів оригіналу за 25 грудня 2017. Процитовано 2 грудня 2017.
23. ↑  M. Şükrü Hanioğlu, Ataturk: An Intellectual Biography, с. 210, ISBN 1400838177
24. ↑  Gibson, 2013, с. 118-124.
25. ↑  Claire Cohen (17 березня 2015), Cape Town to Cairo in a Forties plane: Meet Britain's daredevil female aviatrix, Daily Telegraph, архів оригіналу за 30 жовтня 2021, процитовано 24 березня 2019
26. ↑  Gail Hewlett (2010), Old Bird: The Irrepressible Mrs Hewlett, Matador, ISBN 9781848763371
27. ↑  «Мері Гудріч Дженсон» [Архівовано 4 квітня 2019 у Wayback Machine.]. Жіноча зала слави Коннектикуту.
28. ↑  Constance Babington Smith (2004), Amy Johnson, Sutton, ISBN 9780750937030
29. ↑  Джунковская (Маркова) Галина Ивановна // Герои Советского Союза: Краткий биографический словарь / Пред. ред. коллегии И. Н. Шкадов. — М.: Воениздат, 1987. — Т. 1 /Абаев — Любичев/. — С. 426. — 911 с. — 100 000 экз. — ISBN отс., Рег. № в РКП 87-95382.
30. ↑  Marcus Williamson (18 травня 2015), The Dowager Marchioness of Reading: Society beauty who defied convention to fly planes and race cars, and outraged many with her views on hooligans, The Independent, архів оригіналу за 25 вересня 2015, процитовано 24 березня 2019
31. ↑  Lebow, 2003, с. 44-64.
32. ↑  The Ruth Elder Page of the Parks Airport Register Web Site. Parksfield.org. Архів оригіналу за 24 березня 2019. Процитовано 1 березня 2014.
33. ↑  Welch, 1998, с. 63.
34. ↑  Tim Brady (2000), Women in Aviation, The American Aviation Experience: A History, SIU Press, с. 401, ISBN 9780809323715
35. ↑  Diane Langmore (2007), Casey, Ethel Marian (Maie) (1891–1983), Australian Dictionary of Biography, архів оригіналу за 26 вересня 2015, процитовано 24 березня 2019
36. ↑  Harriet Quimby (1875 - 1912), Fly Girls, PBS, 1999, архів оригіналу за 8 листопада 2016, процитовано 24 березня 2019
37. ↑  Donald James, Meet: Jerrie Cobb, First woman to undergo the testing developed for the selection of the Mercury Astronauts, Female Frontiers, NASA, архів оригіналу за 4 жовтня 2016, процитовано 24 березня 2019 [Архівовано 2016-10-04 у Wayback Machine.]
38. ↑  Gibson, 2013, с. 197-202.
39. ↑  Rhonda Smith-Daugherty (2012), Jacqueline Cochran: Biography of a Pioneer Aviator, McFarland, ISBN 9780786489961
40. ↑  Bessie Coleman (1892 -1926), Fly Girls, PBS, 1999, архів оригіналу за 26 березня 2017, процитовано 24 березня 2019
41. ↑  Rawlinson Creason, Mary. MDOT. Архів оригіналу за 5 січня 2019. Процитовано 5 січня 2019.
42. ↑  Shayler David, Ian Moule (2006), Women in Space, Springer, с. 33, ISBN 9781846280788
43. ↑  Gibson, 2013, с. 8-15.
44. ↑  Constance Leathart: The forgotten 'aviatrix' of WW2, BBC, 9 жовтня 2015, архів оригіналу за 30 жовтня 2021, процитовано 24 березня 2019
45. ↑  Henry Sakaida (2012), Heroines of the Soviet Union 1941-45, Osprey, с. 14, ISBN 9781780966519
46. ↑  Mary S. Lovell (2011), Straight on Till Morning: The Life of Beryl Markham, W. W. Norton, ISBN 9780393342086
47. ↑  Françoise Baron Boilley (2013), Marie Marvingt: A l'aventure du sport, Editions L'Harmattan, ISBN 9782336323800
48. ↑  Thomas, 1996, с. 29.
49. ↑  Меклин (Кравцова) Наталия Фёдоровна. www.warheroes.ru. Архів оригіналу за 8 березня 2019. Процитовано 25 березня 2019.
50. ↑  Gene Nora Jessen (2002), Ocean Flying, Powder Puff Derby Of 1929, Sourcebooks, с. 269, ISBN 9781402229725
51. ↑  Douglas, 2015, с. 161.
52. ↑  Chopper granny rounds globe, The Guardian, 6 вересня 2000, архів оригіналу за 30 жовтня 2021, процитовано 24 березня 2019
53. ↑  Gibson, 2013, с. 186-191.
54. ↑  Gibson, 2013, с. 172-178.
55. ↑  Архівована копія. mycity.kherson.ua. Архів оригіналу за 25 березня 2019. Процитовано 25 березня 2019.{{cite web}}:  Обслуговування CS1: Сторінки з текстом «archived copy» як значення параметру title (посилання)
56. ↑  Tony Dedal (2008), Wings Over the Philippines, с. 9, ISBN 9711011816
57. ↑  Gibson, 2013, с. 161-166.
58. ↑  Lebow, 2003, с. 131-144.
59. ↑  Veronica Horwell (6 жовтня 2008), Margaret Ringenberg, The Guardian, архів оригіналу за 30 жовтня 2021, процитовано 24 березня 2019
60. ↑  Jacky Hyams (2012), Molly Rose, The Female Few: Spitfire Heroines of the Air Transport Auxiliary, The History Press, ISBN 9780752481227
61. ↑  Julie Cummins (2001), Tomboy of the Air: Daredevil Pilot Blanche Stuart Scott, HarperCollins, ISBN 9780060291389
62. ↑  Kirstin Olsen (1994), Chronology of Women's History, с. 321, ISBN 0313288038
63. ↑  Carol Butler (2016), A Conversation with Betty Skelton Frankman, Aviatrix Pioneer and the "Fastest Woman on Earth", Quest: The History of Spaceflight, 23 (3), ISSN 1065-7738
64. ↑  Patricia Sullivan (24 березня 2010), Pioneering pilot Elinor Smith Sullivan dies at 98, Washington Post, архів оригіналу за 6 листопада 2019, процитовано 24 березня 2019
65. ↑  Gibson, 2013, с. 67-71.
66. ↑  Архівована копія (PDF). Архів оригіналу (PDF) за 1 листопада 2018. Процитовано 24 березня 2019.{{cite web}}:  Обслуговування CS1: Сторінки з текстом «archived copy» як значення параметру title (посилання)
67. ↑  Gibson, 2013, с. 192-196.
68. ↑  Amy Waters Yarsinske (2010), Flyboys Over Hampton Roads: Glenn Curtiss's Southern Experiment, History Press, с. 94, ISBN 9781596299726
69. ↑  Gibson, 2013, с. 32-40.
70. ↑  Shepherd, 2004, с. 22.
71. ↑  Women in Aviation and Space History - Smithsonian National Air and Space Museum. airandspace.si.edu. Архів оригіналу за 24 грудня 2015. Процитовано 26 жовтня 2015.
72. ↑  Janann Sherman (2004), Thaden, Louise, Notable American Women, Harvard University Press, vol. 5: 633—634, ISBN 9780674014886 {{citation}}: |volume= має зайвий текст (довідка)
73. ↑  Shepherd, 2004, с. 36.
74. ↑  Gibson, 2013, с. 61-66.
75. ↑  Gibson, 2013, с. 148-154.
76. ↑  Gibson, 2013, с. 79-83.
77. ↑  Ernst Probst (2010), Melitta Gräfin Schenk von Stauffenberg: Deutsche Heldin mit Gewissensbissen, GRIN Verlag, ISBN 9783640545735
78. ↑  1926-, Strassmann, W. Paul (Wolfgang Paul), (2008). The Strassmanns : science, politics, and migration in turbulent times, 1793-1993 (вид. English language). New York: Berghahn Books. ISBN 9781845454166. OCLC 145396526.{{cite book}}:  Обслуговування CS1: Сторінки з посиланнями на джерела із зайвою пунктуацією (посилання)
79. ↑  Thomas, 1996.